# Brucknerallee 129 (Mönchengladbach)

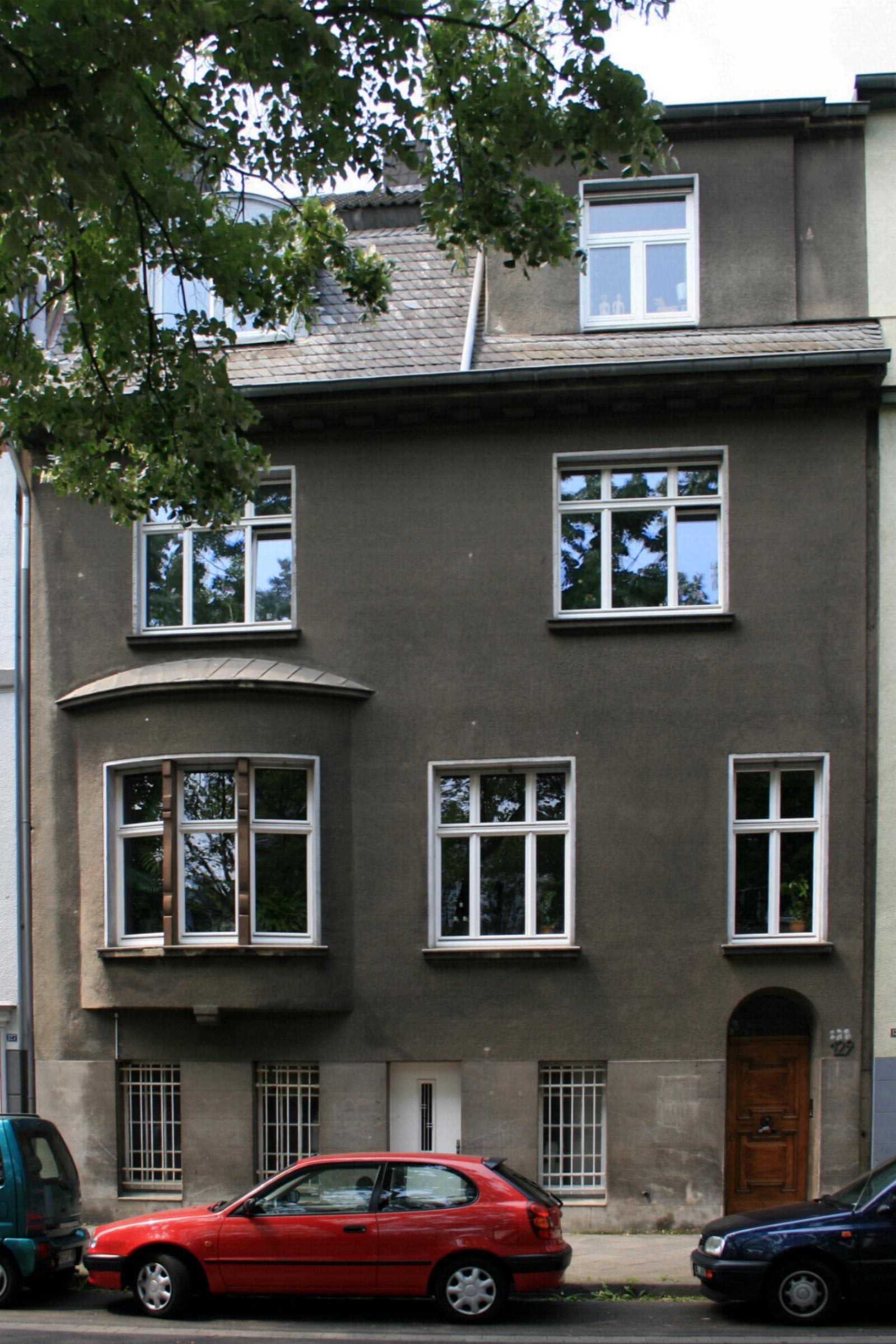
Wohnhaus (2010)

Das Wohnhaus Brucknerallee 129 steht im Stadtteil Rheydt in Mönchengladbach (Nordrhein-Westfalen).
Das Gebäude wurde 1910 erbaut. Es ist unter Nr. B 092 am 2. März 1989 in die Denkmalliste der Stadt Mönchengladbach eingetragen worden.

## Architektur
Nördlich des Bismarckdenkmals (heute Fischerturm) wurde ab 1894 die Brucknerallee zu einer großzügigen Anlage mit einer ebenfalls baumbestandenen Promenade zwischen den Fahrbahnen ausgebaut. Um 1890 entstanden dort die ersten Bebauungen und gegen Ende der stärksten Bautätigkeit (nach der Jahrhundertwende) wurden dort die verbliebenen Baulücken geschlossen.
Das Haus Nr. 129 wurde 1911–1912 erbaut und bildet mit Haus Nr. 131 ein Doppelhaus, wovon es auf der Brucknerallee mehrere Varianten gibt. Das Objekt ist als dreiachsiger zweieinhalbgeschossiger Bau mit straßenseitigem Mansarddach errichtet. Über einem hölzernen Kastengesims mit vorhängender Dachrinne steigt das in „deutscher Deckart“ eingedeckte Schieferdach des Dachgeschosses.